# NGC 7789
NGC 7789 est un amas ouvert situé dans la constellation de Cassiopée. Il a été découvert en 1783 par Caroline Herschel, astronome germano-britannique et sœur de l'astronome William Herschel. William Herschel l'inclut par la suite dans son catalogue en tant que « H VI.30 ».
Cet amas est également connu sous le nom de « Rose blanche » ou « Rose de Caroline » car les boucles formées par ses étoiles ressemblent aux tourbillons formés par des pétales de rose.
Sa distance par rapport à la Terre est estimée à 8 000 al et son diamètre est égal à environ 60 al.